# Cardinalité (programmation)
Pour les articles homonymes, voir Cardinalité.
La cardinalité ou multiplicité, dans les schémas relationnels en modélisation des données, sert à compter le nombre minimum et maximum de possibilités que chaque classe contient dans la relation liant deux ou plusieurs objets. Cette notion est utilisée par la modélisation Merise et UML. Avec UML par exemple, si une classe Client peut avoir de 0 à 2 adresses, on parle d'une multiplicité 0..2.
La multiplicité est la définition du nombre possible de relations entre les Types alors que la cardinalité définit le nombre de relations réellement paramétrées entre les Objets issus de ces Types.
| 0..1      | Aucune ou une instance                   |
| 1         | Une instance exactement                  |
| 0..* ou * | Aucune ou plusieurs instances            |
| 1..*      | Une instance ou plusieurs (au moins une) |

## UML
Lorsqu'une multiplicité supérieure à 1 est précisée, il est possible d'ajouter une contrainte (<contrainte>) pour préciser si les valeurs sont ordonnées ({ordered}) ou pas ({list}).